# 즉사 치트가 너무 최강이라 이세계 녀석들이 전혀 상대가 되지 않습니다만.
《즉사 치트가 너무 최강이라 이세계 녀석들이 전혀 상대가 되지 않습니다만.》(일본어: 即死チートが最強すぎて、異世界のやつらがまるで相手にならないんですが。 소쿠시 치토가 사이쿄스기테 이세카이노 야쓰라가 마루데 아이테니 나라나인데스가[*])은 후지타카 츠요시가  쓴 일본의 라이트 노벨 작품이다. 소설가가 되자에서 2016년 2월 21일부터 2023년 3월 15일까지 연재되어, 서적판은 같은 해 10월 15일부터 2023년 3월 15일까지 어스 스타 노벨(어스 스타 엔터테인먼트)에서 전 14권이 간행된 후 후일담인 '후시말편'이 2024년 2월 15일에 간행되었다. 일러스트는 나루세 치사토.
미디어 믹스로서 《즉사 치트가 너무 최강이라 이세계 녀석들이 전혀 상대가 되지 않습니다만. -AΩ-》라는 제목으로 난토 하나마루에 의한 코미컬라이즈가 '코믹 어스 스타'(코믹 어스 스타)에서 2018년 3월 30일부터 연재 중이다 2022년 12월 1일, 텔레비전 애니메이션화가 발표되었다.
2017년에는, 소설가가 되자의 이세계 환생/전이 장르의 랭킹으로, 문예·SF·그 외 부문의 연간 랭킹 1위를 획득했다. 2023년 8월의 시점에서 시리즈 누계 발행 부수(전자판 포함)는 130만 부를 돌파했다.

## 줄거리
어느 날 고등학교 수학 여행 버스가 이세계에 소환되어 버린다. 소환한 것은 그 세계를 지배하는 '현자'의 한 사람이며 시온이라고 자칭하는 전 일본인 소녀로, 현자의 결원을 채우기 위해 일본에서 새로운 현자 후보로 그들을 소환했다고 한다. 담임교사와 운전기사를 압도적인 마력으로 장난스럽게 살해하는 시온을 거역할 사람은 아무도 없어 따르기로 한 학급 일동이었지만 소환된 시점에서 주어져야 할 '기프트'라 불리는 치트 능력이 발현되지 않았던 단노우라 토모치카 등 4명은 버스에 남겨진다.
그런 소동을 깨닫는 일 없이 차 안에서 계속 자고 있던 타카토 요기리였지만, 버스가 거대한 드래곤에 습격당하고 있는 도중에 토모치카가 깨운다. 이미 다른 두 사람은 살해되어 그들도 같은 운명을 따라갈 것이라고 생각되었던 그때 요기리의 '죽어'라는 한마디와 동시에 드래곤은 즉사했다. 원래 세계에서는 자신의 의사로 봉인하고 있던 요기리의 즉사 치트 능력이 발동한 것이다.
이세계의 것들은 눈치채지 못했다. 자신들이 결코 관련되어서는 안되는 무서운 상대를 스스로 초대해 버린 것에. 현자, 검성, 마신, 전능신. 어떠한 강대한 존재라도 그의 즉사의 힘은 평등하게 발동한다.

## 등장인물

### 주요 인물
타카토 요기리(高遠 夜霧)
성우 - 우치야마 코우키, 타이치 요(어린 시절)
이세계에 소환되었을 때, 현자에게 '기프트'라 불리는 특수 능력을 받지 못했지만, '죽어'라는 말로 상대를 순살할 수 있는 '즉사 능력'을 가졌다.고등학교 2학년. 17세. 즉사능력을 제외하면 보통의 남자 고등학생 수준의 신체 능력밖에 갖지 않는다.
토모치카 이외의 타인에게는 매우 관심이 옅어 자기를 지기는 일 외에 능력을 사용하는 것은 거의 없지만, 적대자에게 즉사 능력을 설명해도 진심으로 받아들이지 않거나, 간단하게 막으면 착각되거나 하고 경고를 무시되고 결국 싸움이 시작된 순간에 적이 즉사하는 패턴이 계속되고 있다.
이세계에 소환되기 전의 어린 시절은 'ΑΩ(알파오메가)'라고 불리며, 지하 깊숙이 있는 쉘터 안에 고립되어 기르고 있어, 그 당시의 에피소드가 단행본 각권에 신작 번외편으로서 수록되어 있다.
단노우라 토모치카(壇ノ浦 知千佳)
성우 - 토미타 미유
요기리처럼 '기프트'를 받지 못한 여자. 고등학교 2학년. 17세. 가족에 전해지는 고무술인 '단노우라 유궁술'의 사용자이며, 궁술은 물론 격투 능력 전반이 달인의 역에 이르고 있지만, 치트 능력과 마법이 당연한 이세계에서는 전투 요원으로서 거의 도움이 되지 않는다. 그러나 신체 능력과 시력과 청력은 매우 높고, 작중에서 이변이 일어났을 때 처음으로 알아차리는 것은 대개 그녀이다. 일반인에게 가까운 판단 기준을 가지고, 본작에 있어서의 츳코미 역.
단노우라 모코모코(壇ノ浦 もこもこ)
성우 - 카네다 토모코
토모치카의 조상. 단노우라 유궁술 개조의 장녀로 하여 중흥의 조라고도 불리며, 토모치카의 배후령이 되었다. 신령으로서 특성을 이용하여 정보의 수집 등을 하고 있지만 영체를 봉하는 장치에는 약하다.

### 현자
현자 시온
성우 - 호리에 유이
현자 중 한 명. 요기리의 반을 이세계에 소환한 장본인. 절대적인 마력을 가진 마법사이며 감정 스킬을 가진 하나가와에 따르면 레벨은 1억을 넘어 초단위로 레벨업을 계속했다고 한다. 소환한 현자 후보들에게 최소한의 설명을 마친 뒤에는 가혹한 시련을 명하고 그대로 버스에서 떠났다. 설명 사이에는 요기리가 자고 있었기 때문에 결과적으로 즉사 능력의 대상이 되지 않고 끝났다.
현자 레인
성우 - 사토 리나
현자 중 한 명. 불사신의 육체를 가진 최고위의 흡혈귀이며, 요기리의 즉사 능력으로 자신이 죽을 것인가와 흥미를 가진다.
현자 산타로
현자 중 한 명. 주위에 피해가 미치는 것을 신경쓰지 않고 거대 로봇형 어그레서와 싸우고 있었지만, 거기에 잡힌 열차의 승객들이 방해라고 고의의 공격을 하려고 했던 것을, 승객 중에 있던 것을 요기리에게 즉사 능력으로 살해된다.
현자 아오이
성우 - 칸베 미츠호
현자 중 한 명.현자급의 힘을 가지고 있으면서 현자가 되기를 거부하는 '떠돌이 현자'를 시말하는 것이 역할. 대상의 운명을 볼 수 있는 '영웅을 죽이는 눈'이라 불리는 마안을 가진다.
대현자 미츠키
현자의 상위에 있는 존재. 이름만은 초반부터 언급되었지만 현자들 앞에도 극히 모습을 드러내지 않고 작중에 등장한 것은 종반이 된다. 본작의 최종 보스.

### 요기리의 클래스메이트
하나가와 다이몬(花川 大門)
성우 - 시모노 히로
작은 어조로 말하는 작고 뚱뚱한 오타쿠. 과거에도 이 세계에 소환된 경험이 있다. 비슷한 소환경험이 있는 3명의 클래스메이트로 버스로 돌아가 살아남은 요기리와 모노치카에게 해를 끼치려고 했지만, 다른 2명이 사망한 것을 눈치채며, 요기리의 즉사 능력의 무서움을 알게 된다. 1명만 생명까지는 빼앗기지 않고 방어되지만, 그 후에도 그들에게 다가가고 싶지 않은 본인의 의사와는 반대로 최종권까지 요기리와 모노치카와는 계속 관련되는 인연을 가진다.
니노미야 료코(二宮 諒子)
성우 - 야스노 키요노
요기리를 격리하고 있던 '연구소'에서 동급생으로 위장해 파견된 감시원. 일본에서는 닌자의 가계이지만, 이 세계에서의 클래스는 사무라이. 요리기의 즉사 능력의 무서움은 숙지하고 있지만, 감시하지 않고 방치할 수도 없기 때문에, 이 세계에서는 결코 적대하지 않고 요기리의 파티에 참가하려고 한다.
캐롤 S 레인(キャロル・Ｓ・レーン)
성우 - 스즈키 안나
유학생으로 위장하여 미국의 '기관'에서 파견된 요기리 감시원. 이 세계에서의 클래스는 닌자. 원래 세계와의 연락수단이 없어졌기 때문에 소속은 다른 료코와 함께 요기리의 파티에 합류한다.
시노자키 아야카(篠崎 綾香)
성우 - 오오쿠보 루미
소환되었을 때 선물이 발현되지 않고, 미끼로 버스에 남겨진 4명 중 1명. 드래곤에게 습격당해 사망했다고 생각되었지만, 실은 세계 멸망 후에도 인류가 살아남기 위해서 제작된 인조 인간이며, 요기리와 모노치카가 버스를 떠난 후 재기동해 요기리에게 죽은 드래곤을 캡처하여 부활. 자신을 버린 것에 대한 원한을 갚기 위해 착용한 드래곤의 능력(용마법)으로 차례로 클래스메이트들을 살해해 간다.
야자키 스구루(矢崎 卓)
성우 - 사카타 쇼고
클래스의 리더격으로 장군(제너럴)의 기프트를 받은 남학생. 작전을 입안해 다인수를 지휘하고 싸우는 데 능숙한 능력을 갖고, 기프트를 받지 못한 4명을 미끼로 하여 버스에 남겨 드래곤으로부터 도망치는 것을 선언해, 소환 직후에 혼란스러워한 클래스메이트들을 일시적으로 지배해 떠났다.
히가시다 료스케(東田 良介)
성우 - 마츠오카 요헤이
하나가와와 마찬가지로 과거에 이 세계에 소환된 경험이 있어, 그 때의 능력을 끌어당긴 상태의 소환자. 하나가와와 후쿠하라와 함께 드래곤에게 죽었을 모노치카를 좀비화해 노예로 하려고 버스로 돌아왔지만 요기리의 즉사 능력으로 사망했다.
후쿠하라 요시아키(福原 禎章)
성우 - 타치바나 타츠마루
하나가와와 마찬가지로 과거에 이 세계에 소환된 경험이 있어, 그 때의 능력을 끌어당긴 상태의 소환자. 하나가와와 히가시다와 함께 드래곤에게 죽었을 모노치카를 좀비화해 노예로 하려고 버스로 돌아왔지만 요기리의 즉사 능력으로 사망했다.
오오토리 하루토(鳳 春人)
성우 - 코마츠 쇼헤이
지적인 분위기가 감도는 소년. 다양한 문제를 해결하는 방법을 직감할 수 있는 기프트 '컨설턴트'로, 클래스메이트들에게 기프트를 유효 활용하는 방법을 어드바이스하고 있다. 일본에서 이형의 피를 계승하고 있는 새의 수인의 가계 출신으로, 기프트와는 무관하게 등으로부터 날개를 생생해 하늘을 날 수 있다.
아키노 소라(秋野 蒼空)
성우 - 키쿠치 사야카
일본에서 톱 아이돌 그룹의 리더를 하고 있던 미소녀. 이 세계에서 얻은 기프트도 '아이돌'로 그 높은 카리스마성으로 타인을 선동해 팬으로 함으로써 자신을 위해 싸울 수 있다.
타치바나 유우키(橘 裕樹)
성우 - 무라카미 요시키
타인을 복종시키는 기프트 '지배자(도미네이터)'를 얻었다. 자기 중심적이며 지금까지 좌절한 적이 없다.
죠우가사키 로미코(城ヶ崎 ろみ子)
성우 - 히키사카 리에
일본에서는 토모치카와 '토모치', '미코치'라고 부르는 가장 친한 친구였다. 기프트가 없었던 토모치카 대신 상태 등의 설명을 했다.
후카이 세이치(深井 聖一)
성우 - 테라시마 준타
요기리를 감시하는 '교단' 속의 인물로 클래스는 사신.

### 과거편의 등장인물
타카토 아사카(高遠 朝霞)
성우 - Lynn
취업활동이 난항하는 가운데 '독립행정법인 고차생명과학연구소'가 되는 수상한 직장에 채용된 여성. 자세한 설명도 없이 지하 깊은 쉼터 안으로 데려오고, AΩ라고 불리는 어린 소년의 돌보기 역할을 하게 되어, 요기리라고 이름을 짓는다. 연구소 직원들이 요기리를 두려워 모습을 보이지 않는 가운데 즉사 능력을 봐도 태도를 바꾸지 않고 보통 소년으로 접해 요기리의 인격형성에 큰 영향을 주었다.
스메라기 엔쥬(皇 槐)
일본을 뒤에서 통하고 있다는 황 일족의 아가씨. 어떤 사정으로 요기리가 있던 쉘터에 일시 피난했던 적이 있었고, 그 때 요기리와 친구 관계가 되었다.
시라이시 유키오(白石 行雄)
성우 - 시라이시 켄토
'독립행정법인 고차생명과학연구소'의 직원. '교원 면허를 갖고 응모가 있었으니까'라는 이유만으로 아스카를 AΩ의 돌보기 역할로 고용했다.

### 그 외의 등장인물
릭
성우 - 이시이 마크
기사를 목표로하는 청년.
라이넬(ライニール)
성우 - 노가미 쇼
운이 나쁜 청년.
테오디지아
성우 - 세키네 아키라
'반마'라고 불리는 일족의 소녀.

## 서지 정보

### 소설
후지타카 츠요시(저)·나루세 치사토(일러스트) 《즉사 치트가 너무 최강이라 이세계 녀석들이 전혀 상대가 되지 않습니다만.》 어스 스타 엔터테인먼트 〈어스 스타 노벨〉, 전 14권
1. 2016년 10월 15일 발매,[3] ISBN 978-4-8030-0962-0
2. 2017년 2월 15일 발매,[15] ISBN 978-4-8030-1000-8
3. 2017년 7월 15일 발매 ,[16] ISBN 978-4-8030-1084-8
4. 2018년 1월 16일 발매,[17] ISBN 978-4-8030-1149-4
5. 2018년 8월 16일 발매,[18] ISBN 978-4-8030-1220-0
6. 2019년 3월 15일 발매,[19] ISBN 978-4-8030-1283-5
7. 2019년 9월 14일 발매,[20] ISBN 978-4-8030-1337-5
8. 2020년 2월 15일 발매,[21] ISBN 978-4-8030-1389-4
9. 2020년 7월 15일 발매,[22] ISBN 978-4-8030-1434-1
10. 2020년 12월 16일 발매,[23] ISBN 978-4-8030-1482-2
11. 2021년 6월 16일 발매,[24] ISBN 978-4-8030-1528-7
12. 2021년 12월 15일 발매,[25] ISBN 978-4-8030-1595-9
13. 2022년 9월 15일 발매,[26] ISBN 978-4-8030-1657-4
14. 2023년 3월 15일 발매,[4] ISBN 978-4-8030-1764-9

- 《즉사 치트가 너무 최강이라 이세계 녀석들이 전혀 상대가 되지 않습니다만. 〈후시말편〉》, 2024년 2월 15일 발매[5], ISBN 978-4-8030-1910-0

### 만화
후지타카 츠요시 · 나루세 치사토(원작) · 난토 하나마루 (만화) 《즉사 치트가 너무 최강이라 이세계 녀석들이 전혀 상대가 되지 않습니다만. -AΩ-》 어스 스타 엔터테인먼트 〈어스 스타 코믹스〉
1. 2018년 8월 16일 발매[1][27], ISBN 978-4-8030-1219-4
2. 2019년 3월 12일 발매[28], ISBN 978-4-8030-1276-7
3. 2019년 9월 12일 발매[29][30], ISBN 978-4-8030-1334-4
4. 2020년 5월 12일 발매[31], ISBN 978-4-8030-1415-0
5. 2020년 12월 11일 발매[32], ISBN 978-4-8030-1474-7
6. 2021년 8월 12일 발매[33], ISBN 978-4-8030-1547-8
7. 2022년 2월 10일 발매[34], ISBN 978-4-8030-1614-7
8. 2022년 12월 12일 발매[35], ISBN 978-4-8030-1722-9
9. 2023년 8월 10일 발매[36], ISBN 978-4-8030-1821-9
10. 2024년 2월 9일 발매[37], ISBN 978-4-8030-1904-9

## TV 애니메이션
2022년 12월 1일, 텔레비전 애니메이션화가 발표되었다. 2024년 1월부터 3월까지 TOKYO MX 등에서 방송되었다. 원작 4권까지의 애니메이션화되었다.

### 스태프
- 원작 - 후지타카 츠요시
- 캐릭터 원안 - 나루세 치사토
- 원작 코믹·서브 캐릭터 원안 - 난토 하나마루
- 감독 - 히시다 마사카즈
- 시리즈 구성·각본 - 아오바 조
- 캐릭터 디자인 - 사키모토 사유리
- 프롭 디자인 - 하세가와 잇세이, 카와츠마 토모미, 야마다 카오리, 槁本幣鉢
- 색채 설계 - 미즈노 아이코
- 미술 감독 - Scott MacDonald
- 미술 설정 - 타키구치 카츠히사, 오오히라 츠카사
- 촬영 감독 - 야마네 유지로
- 편집 - 야마다 키요미
- CG 디렉터 - 야마모토 유키에
- 음향 감독 - 하마노 타카토시
- 음악 - 나카무라 하나에, 사이키 타츠히코, 사쿠마 카나, 카도와키 다이스케
- 음악 제작 - 니치온
- 프로듀서 - 아오이 히로유키, 히라노 타카히로, 요시다 켄토, 칸다 료타, 오오와다 토모유키, 오자와 후미히로, 카네코 히로타카, 마에다 요시키
- 애니메이션 프로듀서 - 오토카와 마사시
- 애니메이션 제작 - 오쿠루토 노보루
- 제작 - 즉사 치트 제작위원회

### 주제가
Killer Bars
Hilcrhyme에 의한 오프닝 테마. / 작사 - TOC / 작곡 - TOC, WAPLAN / 편곡 - WAPLAN
Haze
우타히메 드림의 사쿠라이 마이카(스즈키 안나)에 의한 엔딩 테마. / 작사·작곡 - 쿠사노 카요코 / 편곡 - R・O・N

### 방영 목록
| 화수       | 제목 | 그림 콘티                       | 연출              | 작화 감독 | 총작화 감독                     | 방송일         |
| ---------- | --- | ------------------------------- | ----------------- | --- | ------------------------------- | -------------- |
| Episode.01 | 即死チート 즉사 치트                                                                                                 | 히시다 마사카즈                 | 히시다 마사카즈   | 이리에 토시히로 와타나베 코지 치카 쿄코 하세가와 잇세이 시게쿠니 히로코 미야자키 사토미 차명준 구자천                              | 사키모토 사유리 미야자키 사토미 | 2023년 1월 5일 |
| Episode.02 | 私の守護霊が最強すぎて、異世界だって楽勝です! 제 수호령이 너무 최강이라, 이세계도 식은 죽 먹기입니다!                | 나카노 아키코                   | 히시다 마사카즈   | 시미즈 카츠유키 하세가와 잇세이 와타나베 코지                                                                                      | 사키모토 사유리 미야자키 사토미 | 1월 12일       |
| Episode.03 | 一方的に攻撃できるほど世の中甘くない 일방적으로 공격할 수 있을 만큼 세상은 만만하지 않다                             | 와리타 케이스케                 | 와리타 케이스케   | 이리에 토시히로 치카 쿄코 시미즈 카츠유키 차명준 구자천 李品華 趙親雲 세븐시즈                                                     | 사키모토 사유리                 | 1월 19일       |
| Episode.04 | この映像をお前が見ているということは 이 영상을 네가 보고 있다는 건                                                   | 마츠모토 요시히사               | 마츠모토 요시히사 | 하세가와 잇세이 와타나베 코지 이리에 토시히로 Kidi 覃启若 陈潔琼 趙親雲 李品華 邱錦                                                | 사키모토 사유리                 | 1월 26일       |
| Episode.05 | AΩ | 히시다 마사카즈                 | 히시다 마사카즈   | 이리에 토시히로 차명준 구자천 慧敏 하기와라 아사히 王思語 Triple A                                                                 | 사키모토 사유리                 | 2월 2일        |
| Episode.06 | 助けられといて文句を言うほど野暮じゃないですよ 도움을 받고선 불평이나 하는 막돼먹은 사람은 아니에요                  | 히시다 마사카즈 야마나카 하야토 | 후지모토 지로     | 하세가와 잇세이 와타나베 코지 覃启若 慧敏 鑫月 하기와라 아사히 오니즈카 진소                                                       | 사키모토 사유리                 | 2월 9일        |
| Episode.07 | 第一門の常時開門を確認 제1문 상시 개방 확인                                                                          | 히시다 마사카즈 와리타 케이스케 | 와리타 케이스케   | 야마시타 키요미 나가카와 카오루 이리에 토시히로 시미즈 카츠유키 차명준 구자천 李傑 孫建淸                                          | 사키모토 사유리                 | 2월 16일       |
| Episode.08 | 機関 기관 | 히시다 마사카즈                 | 히시다 마사카즈   | 하세가와 잇세이 와타나베 코지 야마시타 키요미 차명준 자천 李傑                                                                     | 사키모토 사유리 시미즈 카츠유키 | 2월 23일       |
| Episode.09 | 自分だけ助かりたい一心のクラスって感じよね 자기만 살고 싶단 일념이 담긴 클래스란 느낌이지                            | 마츠모토 요시히사               | 마츠모토 요시히사 | 이리에 토시히로 하세가와 잇세이 사와구치 유야 한다 히토시 李傑 所沢動画 慧敏 4tune 周俊杰 拾月動画                                 | 사키모토 사유리 시미즈 카츠유키 | 3월 1일        |
| Episode.10 | むかしのおんながあらわれた。ともちかはおどろきとまどっている…… 예전 여자가 나타났다. 토모치카는 놀라 당황하고 있다…… | 후지모토 지로                   | 후지모토 지로     | 야마시타 키요미 와타나베 코지 하세가와 잇세이 龍光 李傑 拾月動画                                                                   | 사키모토 사유리 시미즈 카츠유키 | 3월 8일        |
| Episode.11 | Phase 2 | 히시다 마사카즈                 | 마츠나가 코타로   | 하세가와 잇세이 이리에 토시히로 야마시타 키요미 코토부키 무로우 拾月動画 차명준 구자천                                             | 사키모토 사유리 시미즈 카츠유키 | 3월 15일       |
| Episode.12 | 自分の好きなように力を使えばいいんだよ 네가 원하는 대로 힘을 쓰면 돼                                                 | 히시다 마사카즈                 | 히시다 마사카즈   | 시미즈 카츠유키 야마시타 키요미 나가카와 카오루 사키모토 사유리 하세가와 잇세이 코토부키 무로우 이리에 토시히로 慧敏 覃启若 周俊杰 | 사키모토 사유리 시미즈 카츠유키 | 3월 22일       |

### Web 라디오
《즉사 치트가 너무 최강이라 리스너 녀석들이 전혀 상대가 되지 않습니다만.》라는 제목으로 초!A&G+에서 2024년 1월 2일부터 매주 화요일 1시부터 1시 반까지 스트리밍 된다. 퍼스널리티는 타카토 요기리 역의 우치야마 코우키, 단노우라 토모치카 역의 토미타 미유, 단노우라 모코모코 역의 카네다 토모코가 담당한다.

## 같이 보기
- 코토노하 암릴라토
- 바람의 성흔